# Oriente inmutable
El Oriente Inmutable es un mito histórico de Occidente, según el cual los pueblos orientales vivirían en una suerte de limbo histórico, sin que sus sociedades hayan cambiado en lo más mínimo a lo largo de la historia.

## El mito
Este mito se desarrolló debido a la falta de estudios sobre las sociedades orientales, las que tendieron a ser calificadas como bárbaras, paganas o infieles, y por lo tanto descartadas como inferiores. Este criterio europeocéntrico empezó a ceder en el siglo XVII, a medida que las exploraciones geográficas fueron revelando antecedentes cada vez más abundante sobre la historia y la evolución de las sociedades orientales. En la actualidad puede estimarse este mito como superado, en la tradición historiográfica occidental.
- Datos: Q6052880